# Catharijnepoort (Utrecht)

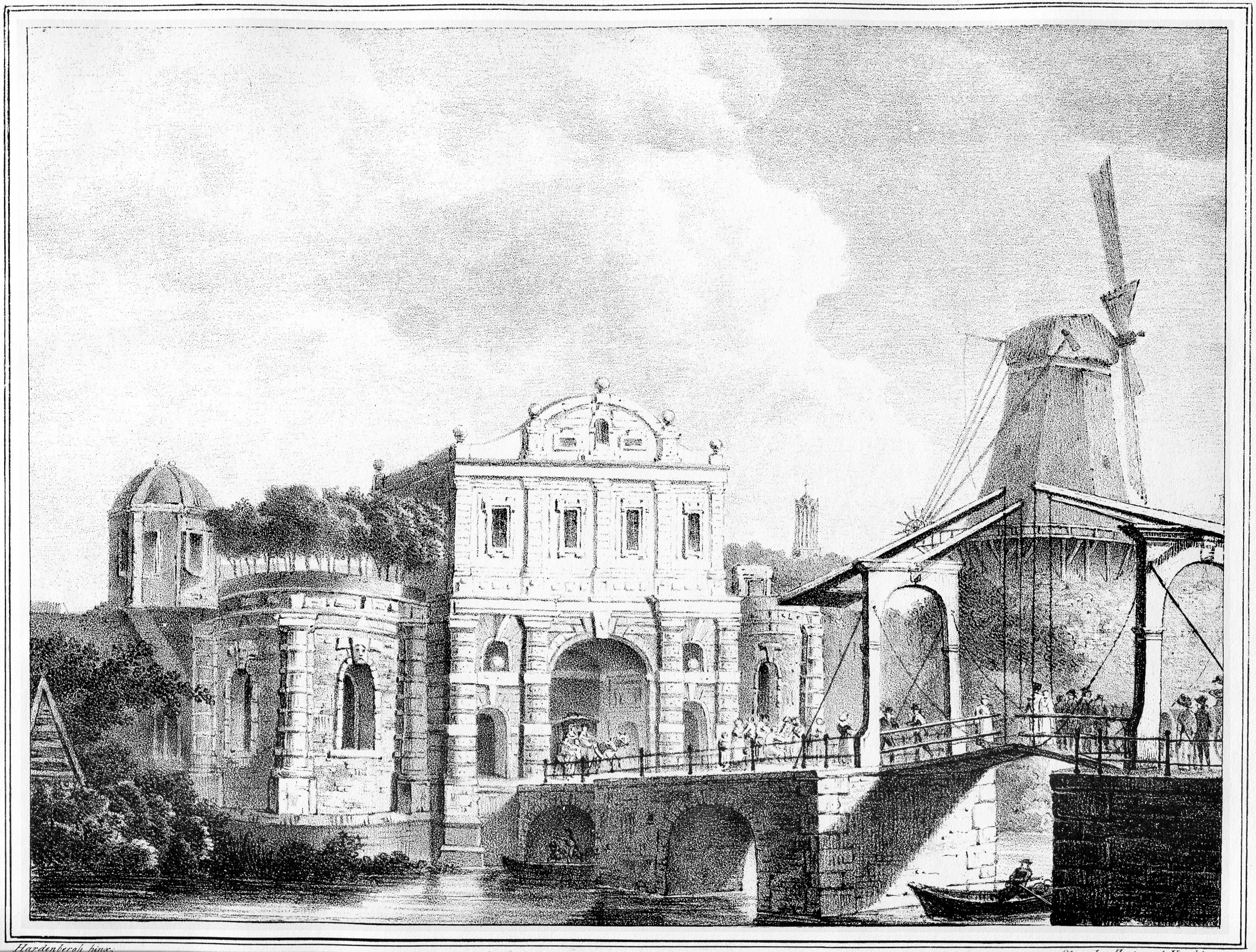
De Catharijnepoort aan het begin van de 19e eeuw
Litho naar een tekening van Cornelis van Hardenbergh.

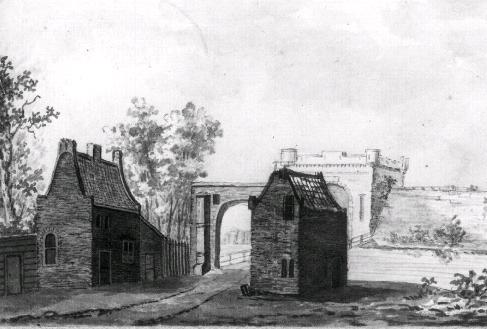
Stadszijde, 18e eeuw

De Catharijnepoort was vanaf de middeleeuwen een van de vier hoofdtoegangen over land tot de stad Utrecht. De stadspoort stond aan de westzijde van de huidige binnenstad, waar heden de Catharijnebaan en Vredenburg samenkomen.
De Catharijnepoort werd destijds van buiten de stad bereikt via een ophaalbare brug (Catharijnebrug) over de verdedigingsgracht. De bemanning van de stadspoort geschiedde door gildeleden. Het gebouw van de Catharijnepoort kende meerdere ruimtes die werden gebruikt als kruitopslag en voor de bewaring van het stadsarchief. Daarnaast fungeerde de Catharijnepoort samen met de zuidelijke stadspoorten (de Tolsteegpoorten) als stadsgevangenis.
Tussen 1621 en 1625 werd de Catharijnepoort naar ontwerp van Paulus Moreelse vernieuwd. Rond 1845 is de Catharijnepoort gesloopt. De brugverbinding is gebleven tot circa 1970.